# Karlshamn
Pour l’article homonyme, voir Karlshamn (commune).
Karlshamn est une ville de Suède, chef-lieu de la commune de Karlshamn, dans le comté de Blekinge. Elle compte 19 075 habitants en 2010.

## Personnalités
- Hugo Elmqvist (1862-1930), sculpteur, y est né.

## Jumelages
| Ville | Ville | Pays | Pays     |
| ----- | ----- | ---- | -------- |
|       | Rønne |      | Danemark |